# Pauvres Humains et Ballons de papier
Pour plus de détails, voir Fiche technique et Distribution.
Pauvres Humains et Ballons de papier (人情紙風船, Ninjō kamifūsen) est un film japonais réalisé en 1937 par Sadao Yamanaka. Il s'agit du dernier film conservé de Sadao Yamanaka et est considéré comme son chef-d'œuvre.

## Synopsis
Le film se penche sur le quotidien misérable d'un bas quartier d'Edo : un samouraï désespéré s'est pendu. Un autre rōnin cherche en vain du travail, tandis que son épouse fabrique des ballons de papier pour survivre. Un notable s'efforce de marier sa fille. Un ancien barbier-coiffeur organise illégalement des jeux d'argent : il est traqué par les hommes de main d'un gang local.

## Fiche technique
- Titre du film : Pauvres Humains et Ballons de papier
- Titre alternatif : La Ballade des ballons de papier[2]
- Titre original : 人情紙風船 (Ninjō kamifūsen?)
- Réalisation : Sadao Yamanaka
- Assistant réalisateur : Ishirō Honda
- Scénario : Shintarō Minura (ja), d'après Kamiyui Shinzo, une pièce de Kawatake Mokuami
- Photographie : Akira Mimura (ja)
- Musique : Tadashi Ōta (ja)
- Décors : Kazuo Kubo (ja)
- Montage : Kōichi Iwashita (ja)
- Sociétés de production : P.C.L. ; Zenshin-za
- Pays de production :  Empire du Japon
- Langue originale : japonais
- Format : noir et blanc — 1,33:1 — 35 mm — son mono
- Genre : drame, jidaigeki
- Durée : 86 minutes[3] (métrage : dix bobines - 2 352 m[3])
- Date de sortie :
  - Empire du Japon : 25 août 1937[3]

## Distribution

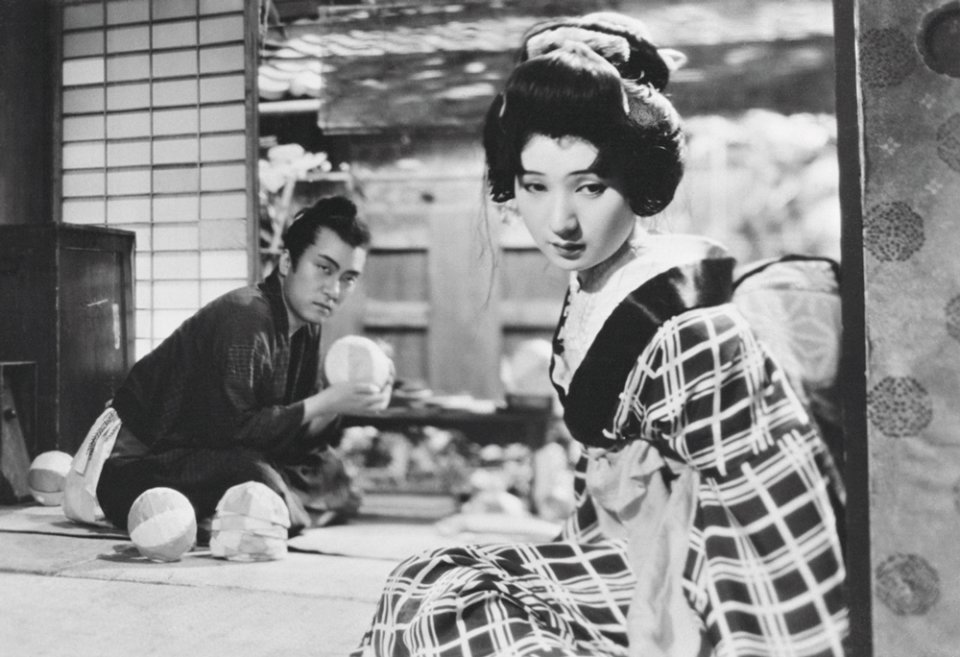
Chōjūrō Kawarasaki et Takako Misaki.

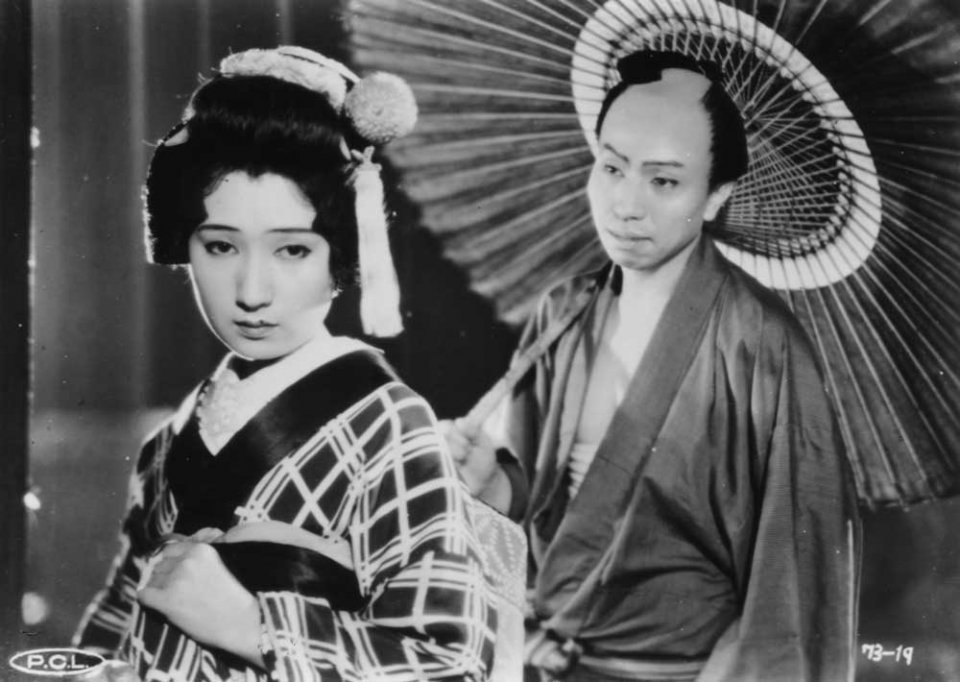
Takako Misaki et Kan'emon Nakamura.

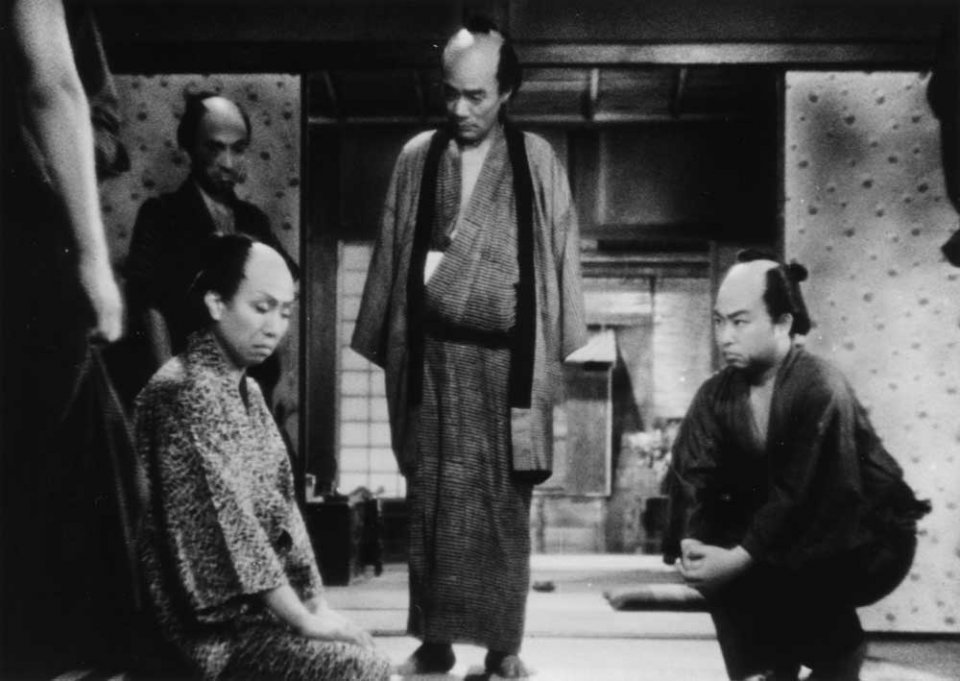
Kan'emon Nakamura, Emitarō Ichikawa et Daisuke Katō.

- Chōjūrō Kawarasaki (ja) : Matajūrō Unno, le rônin sans emploi
- Shizue Yamagishi : Otaki, la femme de Matajūrō
- Kan'emon Nakamura (ja) : Shinza, le coiffeur
- Sukezō Sukedakaya : Chobei, le propriétaire
- Emitarō Ichikawa : Yatagoro
- Chōemon Bandō : Yabushi, le masseur aveugle
- Daisuke Katō (crédité sous le nom d'Enji Ichikawa) : Isuke, un homme de main de Yatagoro
- Tsuruzō Nakamura : Genko, le vendeur de poissons rouges
- Hisako Hara (ja) : la femme de Genko
- Kosaburō Tachibana : Mōri Sanzaemon
- Shingorō Nakamura : Jinsuke
- Takako Misaki : Okoma, la fille de Kuzaemon
- Kikunojo Segawa : Chushichi

## Autour du film
Tadao Satō, auteur d'un ouvrage sur le cinéma japonais, affirme que ce film est « une tentative délibérée de détruire les vieux stéréotypes ». Les personnages parlent le japonais contemporain et la conduite des samouraïs n'observe plus le rituel en vigueur. Dans la séquence d'ouverture, un ex-samouraï s'est suicidé. Un de ses voisins, très désappointé, s'interroge : « Mais il s'est pendu comme un marchand. Où était son esprit du bushido ? (...) » Ce à quoi un autre rétorque : « Parce qu'il n'avait plus de sabre - il l'a vendu l'autre jour pour du riz. » Le sabre, symbole de la vie d'un samouraï, a donc été vendu afin que celui-ci ne meure pas de faim. Réalisme et ironie battent en brèche, chez Yamanaka, la gloriole et les conventions. « Il en résulte une fraîcheur, une liberté, et les problèmes graves y sont traités d'une manière légère. »
Dans Pauvres Humains et Ballons de papier, Sadao Yamanaka utilise, en outre, une conception de l'espace très spécifique du kabuki. Le film est d'ailleurs adapté de Kamiyui Shinzo, une pièce de Kawatake Mokuami qui fait preuve d'une utilisation géométrique de l'espace. Selon Donald Richie, « L'intérêt pour les concepts de dedans et de dehors est lui aussi très japonais. Uchi ("intérieur") et soto ("extérieur") ont un pouvoir de définition et de limitation plus important qu'en Occident. On présume au Japon que le premier est rassurant et que le second ne l'est pas. » L'un est le monde plus humain constitué par l'enceinte du quartier, « l'autre celui de la zone de répression gouvernementale. ».
En 1999, Pauvres Humains et Ballons de papier est classé par Kinema Junpō à la 18e place du Top des cents meilleurs films japonais.

## Restauration
Le film a fait l'objet d'une restauration en 4K en 2020 par la Fondation du Japon.